# Storia delle istituzioni psichiatriche

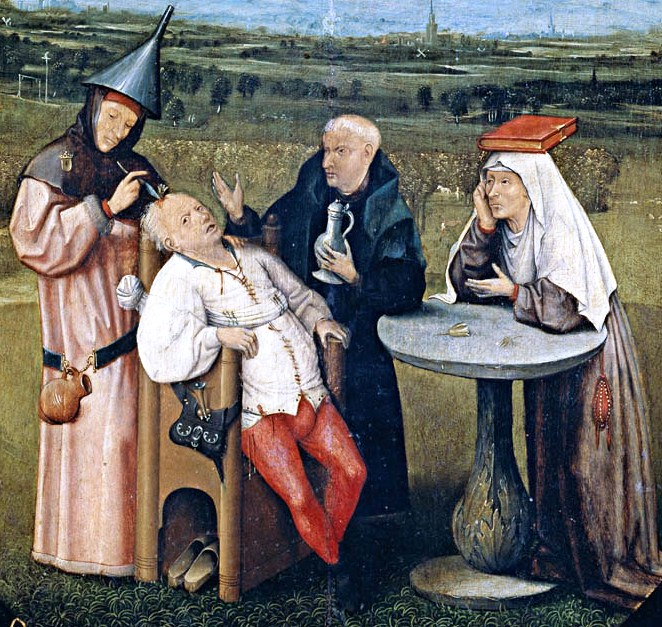
"Estrazione della pietra della follia" di Hieronymus Bosch (1488-1516 circa).

La storia delle istituzioni psichiatriche nasce con lo sviluppo degli "asili per lunatici", seguito dalla loro graduale trasformazione nei "manicomi" del XIX secolo, sostituiti infine dai contemporanei ospedali psichiatrici; una tale evoluzione spiega e chiarisce l'ascesa di una psichiatria organizzata e riconosciuta ufficialmente come branca della medicina.
Mentre anche precedentemente esistettero istituti ospitanti gli "insani" (le cosiddette "case dei matti", includenti anche i vagabondi, le prostitute, visionari di ogni tipo e tutti quelli definiti ed etichettati come "anomali", che si sono schierati cioè al di fuori della società costituita), la conclusione tratta dalla maggioranza dei "normali" che l'istituzionalizzazione fosse la soluzione più corretta per trattare le persone considerate squilibrate, "entusiaste", maniache, dementi, furiose, affette da "cretinismo" e da idiozia, asociali, poveri e orfani e vedove senza alcun mezzo di sostentamento, invertiti sessuali (così erano chiamati gli omosessuali un tempo) e affetti da infezioni di origini sessuali, mongoloidi ecc. fece parte di un processo sociale del XIX secolo il quale cercò di rinvenire "soluzioni" al di fuori delle famiglie e delle comunità locali.
In Gran Bretagna all'inizio dell'Ottocento vi erano forse qualche migliaio di lunatici ospitati una varietà d'istituzioni separate, ma all'inizio del XX secolo coloro che erano definiti tali ammontava a circa 100.000. Questo balzo coincise con lo sviluppo dell'alienismo, oggi noto come psichiatria, come specializzazione medica.

## Epoca medievale
Nel mondo islamico i Bimaristan sono stati variamente descritti dai viaggiatori europei, che hanno descritto tutta la loro meraviglia per la cura e gentilezza dimostrata nei confronti dei lunatici (coloro che erano dominati dalla Luna). Nell'872 Ahmad ibn Tulun istituì un ospedale al Cairo che forniva la "cura per gli insani" la quale includeva anche la "musicoterapia".
Nell'Europa medievale la piccola sottosezione della popolazione dei pazzi che si trovarono internati in ambienti istituzionali esistette in una varietà di ambienti. Porter fornisce esempi di tali luoghi in cui vennero curati coloro che erano definiti insani, ad esempio nel monastero cristiano. Alcune città ebbero delle torri dove vennero custoditi i folli (chiamati Narrenturm in lingua tedesca, "torri dei pazzi").
L'antico ospedale parigino Hôtel-Dieu ebbe a disposizione anche un numero ridotto di celle destinate ai lunatici, mentre la città polacca di Elbląg poteva vantare di una "casa dei pazzi" (Tollhaus) attaccata all'ospedale dell'Ordine teutonico. Lo sviluppo della pratica e della legislazione sulla salute mentale inizia nel 1285 tramite un caso in cui si collegò l'"istigazione del diavolo" con l'essere "frenetico e pazzo".
In terra spagnola varie istituzioni furono stabilite a seguito della Reconquista; tali strutture compresero gli ospedali di Valencia (1407), Saragozza (1425), Siviglia (1436), Barcellona (1481) e Toledo (1483). A Londra il Bethlem Royal Hospital (allora denominato Priory of Saint Mary of Bethlehem o più semplicemente Bedlam) venne fondato nel 1247. All'inizio del XV secolo ospitava sei uomini "insani".
L'ex asilo per lunatici "Het Dolhuys" venne istituito in terra olandese, ad Haarlem, nel XVI secolo; attualmente adattato come museo psichiatrico offre una panoramica dei trattamenti sperimentati sui pazienti dalle origini dell'edificio fino agli anni novanta.

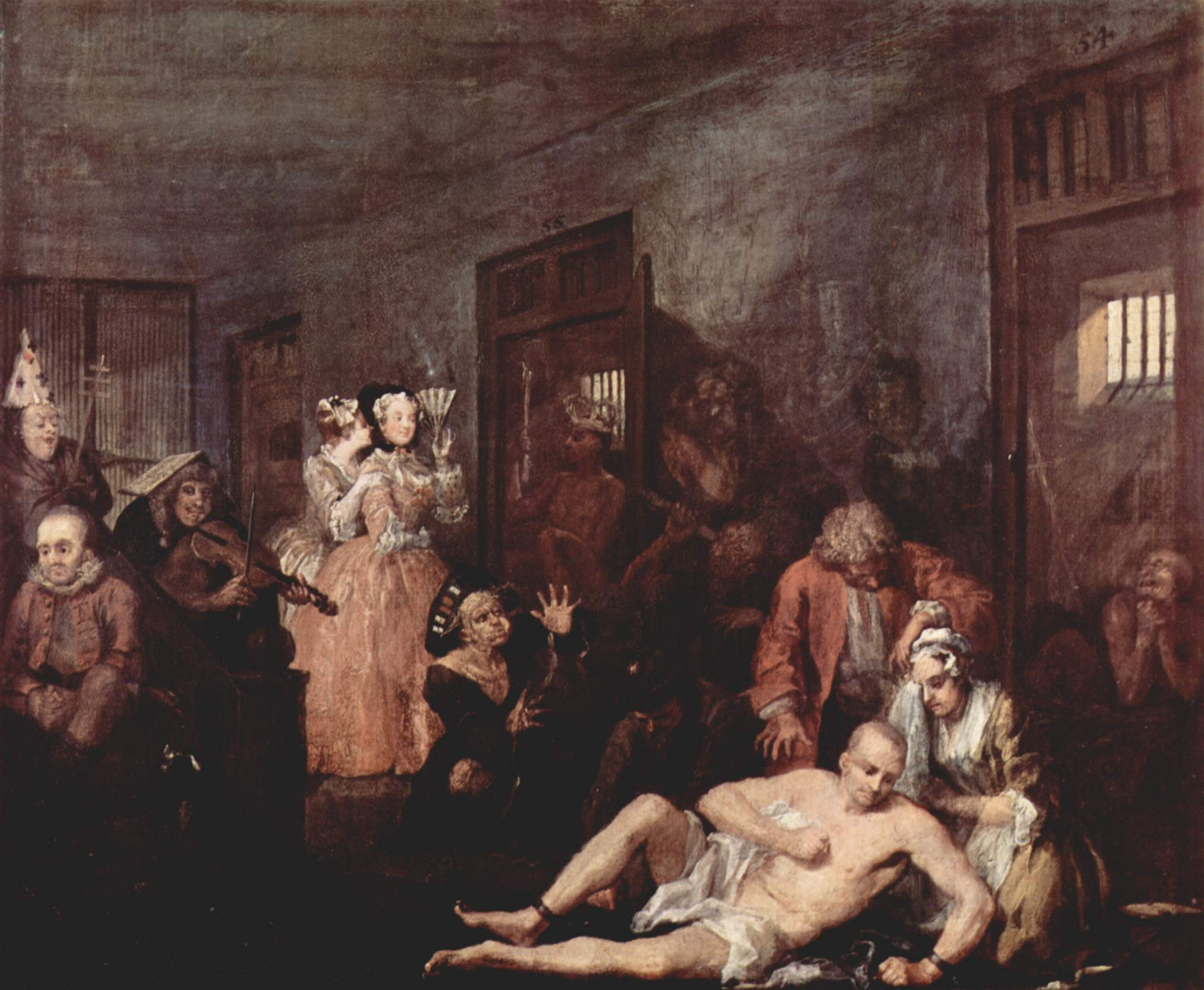
Il "Bethlem" del XVIII secolo è stato notevolmente rappresentato in dipinto della serie A Rake's Progress di William Hogarth (1735); il figlio del ricco del mercante Tom Rakewell, la cui vita dedita all'immoralità lo porta a finire al Bethlem.

## Tra XVIII e XIX secolo

### Lo sviluppo degli asili privati per lunatici
Il livello di specializzazione delle istituzioni per la cura ed il controllo degli insani di mente rimase estremamente limitata fino al termine del XVIII secolo.
La follia era considerata principalmente come un problema domestico, con le famiglie e le autorità parrocchiali preposte ai regimi di cura; le prime forme di soccorso pubblico furono estese in queste circostanze, compreso il sostegno finanziario e la fornitura di infermiere (per lo più suore). Dove la cura familiare non fosse stata possibile i lunatici avrebbero anche potuto essere affidati ad altri membri della comunità locale o mandati in madhouse private. In casi eccezionali, se i giudici li avessero ritenuti particolarmente violenti o disturbatori dell'ordine pubblico, le autorità parrocchiali avrebbero potuto soddisfare i costi non trascurabili del loro confinamento in "asili di beneficenza", case di correzione o case di lavoro forzato.
Alla fine del XVII secolo questo modello cominciò a cambiare, cosicché l'asilo privato per i pazzi cominciò a proliferare ed ampliare le proprie dimensioni. Già nel 1632 fu registrato che il "Bethlem" londinese possedeva nel suo vasto sottoscala di un salotto, una cucina, due dispense, una lunga entrata sul retro e 21 stanze in cui poterono ritrovarsi persone povere raccattate per la strada, "distratte" o in stato confusionale, mentre sopra le scale altre otto camere per gli eventuali assistenti.
I detenuti considerati maggiormente pericolosi o "turbativi" potevano essere incatenati, ma il Bethlem rimaneva un edificio altrimenti aperto. I suoi pazienti potevano vagare attorno ai suoi confini ed eventualmente anche in tutto il quartiere circostante. Nel 1676 la struttura si espanse in locali di nuova costruzione a Moorfields, ottenendo così una capacità di altri 100 detenuti.
Una seconda istituzione pubblica di beneficenza fu aperta nel 1713, il "Bethel" di Norwich; si trattò di una piccola struttura che generalmente avrebbe potuto ospitare fra 20 e 30 detenuti. Nel 1728 al Guy's Hospital furono istituiti reparti per i lunatici cronici. A partire dalla metà del XVIII secolo il numero dagli asili fondati e finanziati dalla carità pubblica si ampliò moderatamente con l'apertura del londinese "St Luke's Hospital for Lunatics" nel 1751; l'istituzione nel 1755 dell'ospedale per lunatici a Newcastle upon Tyne; il "Manchester Lunatic Hospital", inaugurato nel 1766; l'asilo di York nel 1777; l'asilo per lunatici di Leicester nel 1794 ed infine quello di Liverpool nel 1797.
Un'espansione del tutto simile avvenne anche nelle colonie dell'America britannica. Il "Pennsylvania Hospital" fu fondato nel 1751 a completamento dei lavori iniziati nel 1709 per opera del Quaccherismo; una parte della struttura venne separata per poter contenere i vari "squilibrati" ed i primi pazienti vi vennero ammessi nel 1752.
La Virginia viene riconosciuta per essere stato il primo territorio ad aver stabilito un'istituzione per gli insani; l'"Eastern State Hospital" situato a Williamsburg (Virginia) venne incorporato nel 1768 a strutture precedenti con il nome di "Public Hospital for Persons of Insane and Disordered Minds" e i suoi primi pazienti vennero ammessi nel 1773.

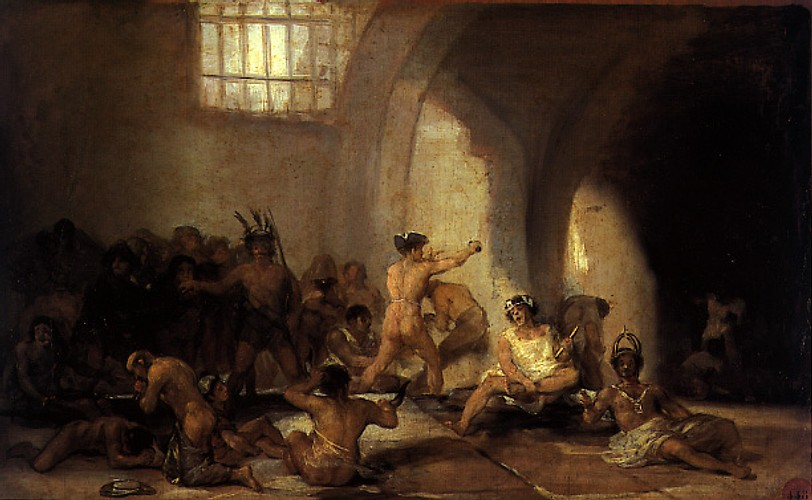
"La casa dei pazzi" di Francisco Goya (1815-19).

### La commercializzazione della follia
Vi fu una completa assenza di una risposta centralizzata da parte dello Stato al problema sociale della follia fino al XIX secolo; fino ad allora proliferarono le case di cura private gestite da una serie di "maghi" della salute, soprattutto in Gran Bretagna, a livelli altrove del tutto inesistenti. I riferimenti documentati a tali istituzioni rimangono comunque limitati al XVII secolo, ma già all'inizio del XVIII secolo il cosiddetto "commercio dei lunatici" era ben consolidato.
Lo scrittore Daniel Defoe, critico feroce di queste grandi case private, stimò che nel 1724 in tutta l'area londinese vi operassero almeno 15 istituti; Defoe può aver esagerato, ma quando venne introdotta la legislazione di licenza (il Madhouses Act del 1774) per le case private dei pazzi nel 1774 ne furono registrate 16, sparpagliate tutt'attorno l'area metropolitana. I dati disponibili indicano che almeno due di queste, quelle situate a Hoxton e a Clerkenwell, fossero funzionanti fin dal XVII secolo.
Nel 1807 il numero salì a 17. Si ritiene che ciò possa riflettere il fatto che gli interessi acquisiti in campo medico, rappresentati specialmente dal "Royal College of Physicians", esercitassero un notevole controllo nel prevenire nuovi operatori sul mercato. Così al posto della proliferazione di case private vi fu l'espansione graduale delle istituzioni pubbliche già esistenti; gli stabilimenti che maggiormente s'ingrandirono per tutto il corso del XVIII secolo lo realizzarono accettando i pazienti più poveri piuttosto che quelli di ceto medio paganti. Significativamente, a differenza delle loro controparti private, queste non furono mai soggette ad ispezioni ai sensi della legislazione del 1774.
Le prove frammentarie indicano che nei territori britannici esistettero asili provinciali per alienati da almeno il XVII secolo, se non da prima. A Box (Wiltshire) venne aperta una di queste case sicuramente nel XVII secolo; altri luoghi in cui si aprirono locali (in quello che era diventato un vero e proprio commercio) includono Guildford, che accettò pazienti fin dal 1700, il distretto parrocchiale di Fonthill Gifford dal 1718 e quello di Hook Norton a partire dal 1725; a St Albans ve ne fu uno risalente al 1740 circa e nell'area urbana di Bristol (a Fishponds) a partire dal 1766.
È probabile che molti di questi istituti provinciali, come nel caso della casa esclusiva situata nel villaggio di Ticehurst, si possano essere evoluti dalle prime case private che rinchiusero i lunatici per conto delle autorità parrocchiali e che successivamente formalizzarono la pratica in un'autentica impresa imprenditoriale. Nella stragrande maggioranza dei casi rimasero comunque di dimensioni limitate, con solo 7 asili presenti fuori Londra e poco più di 30 pazienti nel 1800; mentre tra le 10 e 20 case ebbero meno di 30 pazienti.

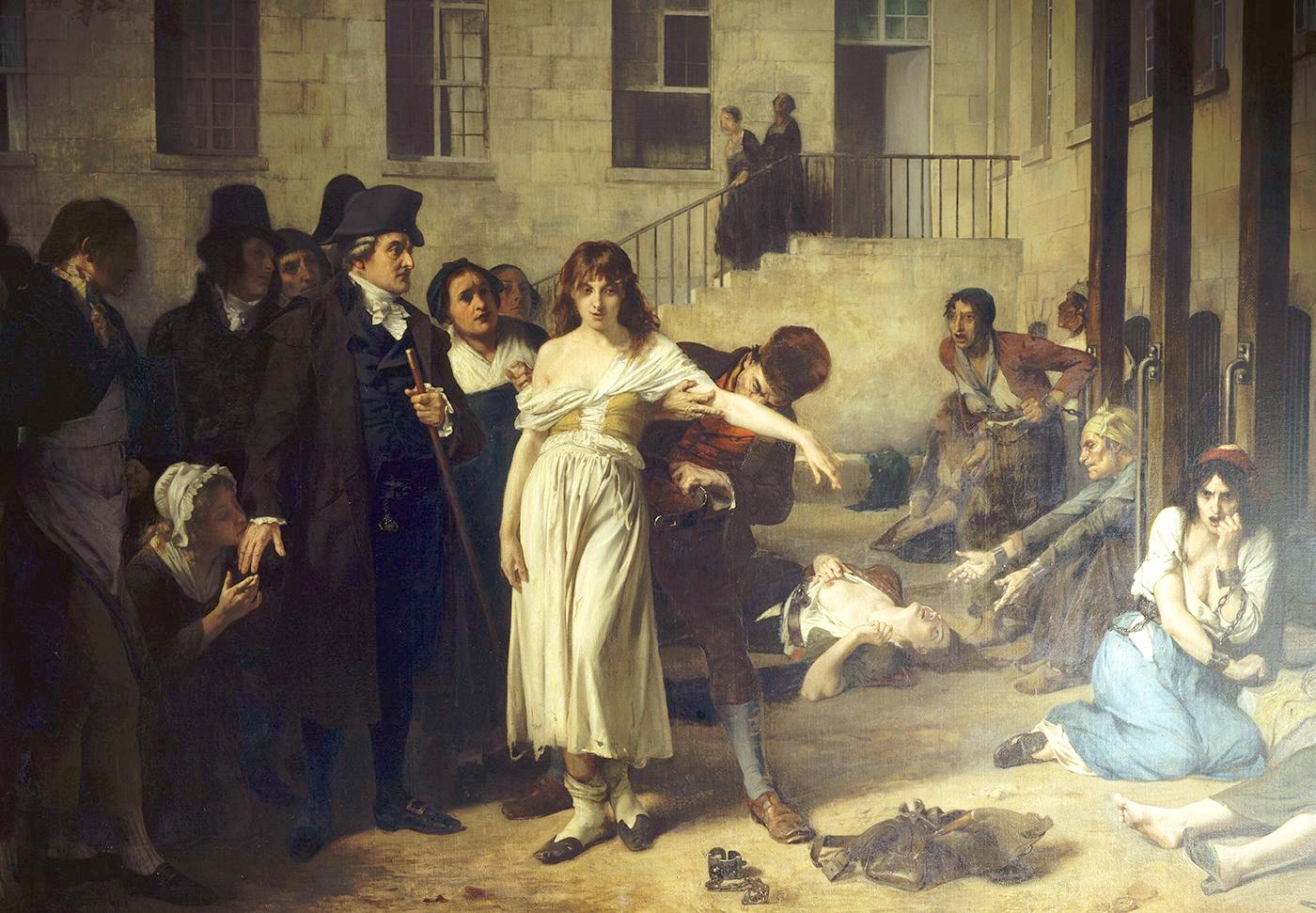
Dipinto di Tony Robert-Fleury (1837-1911) dal titolo "Il medico Philippe Pinel libera i folli nella Salpêtrière dalle loro catene nel 1795". La Salpêtrière era un asilo per le donne "folli" di Parigi, diretto da Jean-Baptiste Pussin e Philippe Pinel ne era lo psichiatra.

### Riforma umanitaria
Durante il periodo dell'Illuminismo gli atteggiamenti sociali verso gli insani cominciarono a cambiare. La malattia mentale venne vista come un "disordine" che richiedeva un trattamento compassionevole il quale avrebbe aiutato nella riabilitazione della vittima. Quando Giorgio III del Regno Unito, che soffriva di un disturbo mentale, sperimentò una remissione dello stesso nel 1789, la malattia mentale iniziò a venire intesa come qualcosa che poteva essere trattato e curato. L'introduzione del "trattamento morale" venne avviato indipendentemente dal medico francese Philippe Pinel e da William Tuke, imprenditore e filantropo del Quaccherismo.
Nel 1792 Pinel divenne primario della sede ospedaliera di "Bicêtre". Prima del suo arrivo i detenuti furono incatenati dentro celle ristrette con una assai scarsa ventilazione; il centro era diretto da un certo Jackson 'Brutis' Taylor. Questi finì con l'essere ammazzato dagli stessi detenuti, che elessero al suo posto Pinel assieme al suo collega Pussin. Nel 1797 vennero liberati i pazienti dalle catene e proibite le punizioni corporali, anche se poterono essere utilizzate le camicie di forza.
I pazienti furono autorizzati a muoversi liberamente nei giardini dell'ospedale e, infine, le celle buie furono sostituite da locali soleggiati e ben ventilati. Si sostenne che la malattia mentale fosse il risultato di un'esposizione eccessiva agli "stress" sociali e psicologici, dell'ereditarietà e di specifici danni fisiologici.
L'approccio di Pussin e Pinel venne considerato presto uno straordinario successo; ciò condusse successivamente a riforme del tutto simili anche in un ospedale parigino riservato alle donne, il Salpêtrière. Lo studente e successore di Pinel, Jean-Étienne Dominique Esquirol, continuò a contribuire all'opera del maestro portando alla creazione di 10 nuovi ospedali operanti sugli stessi principi.
Si mise l'accento sulla selezione e la supervisione degli addetti al fine di creare un ambiente adeguato per facilitare il lavoro psicologico, ma in particolar modo sull'assunzione degli ex pazienti, in quanto ritenuti maggiormente propensi all'astensione da trattamenti inumani, pur essendo in grado di resistere alle suppliche, alle minacce o alle lamentele.
Il quacchero William Tuke guidò lo sviluppo di un nuovo tipo di istituzione nell'Inghilterra settentrionale, dopo la morte di un correligionario in un asilo locale avvenuta nel 1790. Sei anni dopo. aiutato da vari benefattori, fondò "The Retreat" a York, dove circa 30 pazienti vissero come parte di una piccola comunità in una tranquilla casa di campagna ed impegnati in una combinazione di riposo, espressione verbale e lavoro manuale. Rifiutando le teorie e le tecniche mediche vigenti gli sforzi del "Ritiro di York" si concentrarono attorno alla minimizzazione delle restrizioni e alla coltivazione della razionalità e della forza morale. L'intera famiglia Tuke divenne ben presto conosciuta come fondatrice del "trattamento morale".
Si creò in tal maniera un ethos familiare ed ai pazienti vennero assegnati compiti di lavoro domestico per dar loro una coscienza al "contribuire volontario"; esistette una routine quotidiana sia del lavoro che del tempo libero. Se i pazienti si fossero comportati bene avrebbero ricevuto dei premi, se si fossero comportati male vi sarebbe stato un uso minimo delle restrizioni e dell'infusione della paura. I pazienti furono subito informati che il trattamento ricevuto sarebbe dipeso dal loro comportamento; in questo senso ne venne riconosciuta l'autonomia morale.
Il nipote di Tuke, Samuel, fece pubblicare un'opera che si rivelò assai influente all'inizio del XIX secolo sulle metodologie assunte dal "Ritiro"; venne pubblicato anche il trattato di Pinel sull'insania e fu proprio Samuel Tuke a tradurre il termine da lui utilizzato come "trattamento morale". Il "Ritiro dei Tuke" divenne un modello in tutto il mondo per il trattamento umano dei pazienti affetti da disturbi mentali.
Lo "York Retreat" ispirò istituzioni simili anche negli Stati Uniti d'America, tra i più importanti il "Brattleboro Retreat" a Brattleboro e l'"Hartford Retreat" (oggi "Institute of Living") a Hartford. Benjamin Rush a Filadelfia promosse il trattamento umano degli insani non pericolosi all'aperto e senza restrizioni fisiche, oltre a cercare la loro reintegrazione nel tessuto sociale. Nel 1792 Rush lanciò una campagna per ottenere un reparto separato all'ospedale cittadino. Il suo approccio basato sul discorso può essere considerato come una forma rudimentale della terapia occupazionale contemporanea, anche se la maggior parte dei suoi approcci fisici sono stati invece da lungo tempo screditati (salassi, purghe, bagni caldi e freddi, pillole di mercurio, "sedia tranquillante" e utilizzo del giroscopio).
Una riforma simile venne condotta in terra italiana da Vincenzo Chiarugi, che rimosse l'uso delle catene di detenzione all'inizio del XIX secolo. Lo svizzero Johann Jacob Guggenbühl nel 1841 avviò ad Interlaken un ritiro per bambini con disabilità mentali.

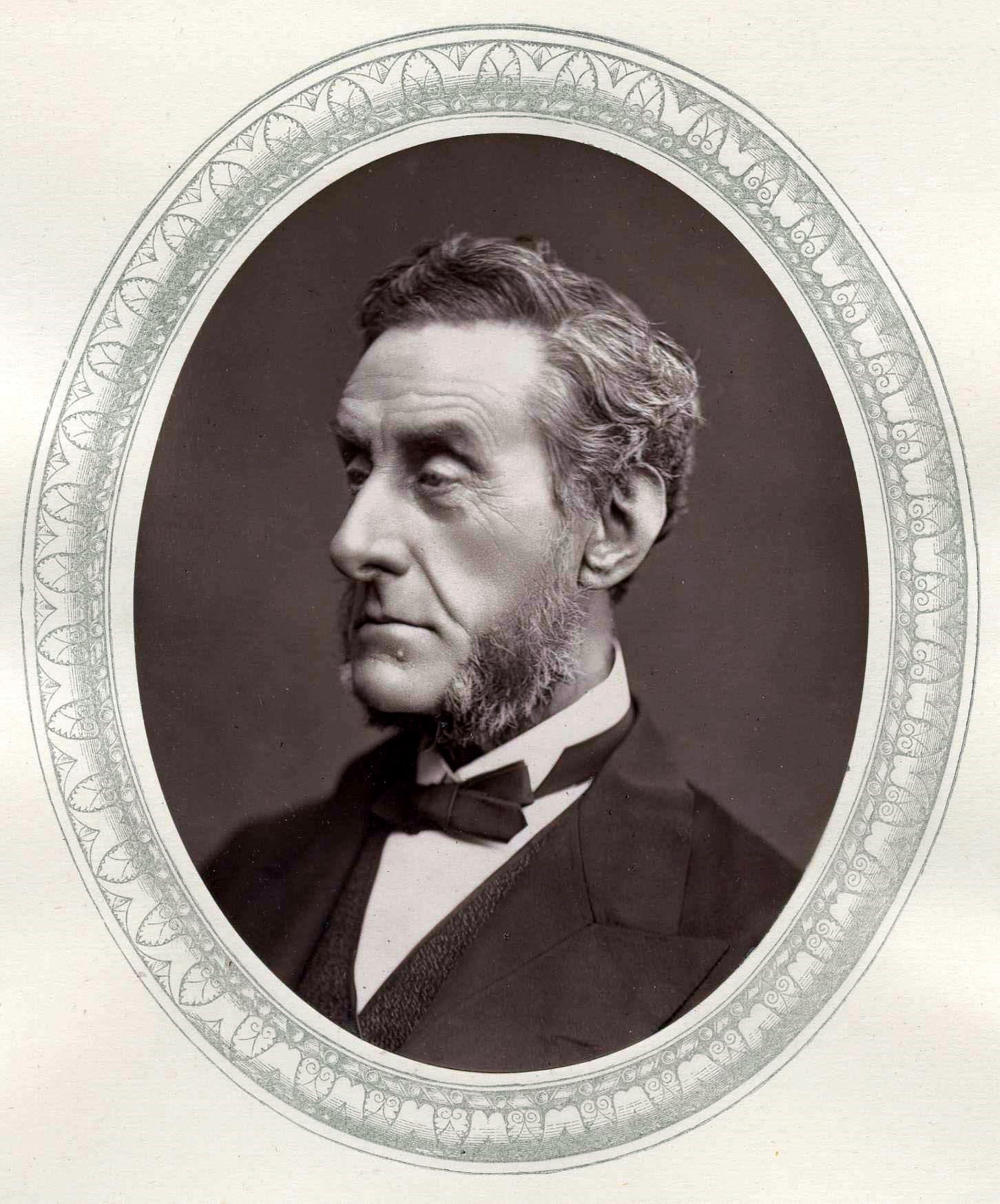
Anthony Ashley-Cooper, VII conte di Shaftesbury (qui nel 1887), vigoroso attivista per la riforma della "legge sui lunatici" in Inghilterra e capo delle "Commissioners in Lunacy" per 40 anni.

## L'Ottocento: l'istituzionalizzazione
L'epoca moderna dei provvedimenti istituzionali per la cura dei malati mentali è iniziata all'inizio del XIX secolo. L'istituzionalizzazione degli "Asili mentali" fu stabilita in Gran Bretagna con la promulgazione dell'County Asylums Act 1808; questo permise alla magistratura di far costruire "Asili di soccorso" in ogni contea, per ospitare soprattutto i lunatici indigenti. Nove contee applicarono la procedura per la prima volta ed il manicomio del Nottinghamshire fu aperto nel 1811.
Vennero costituite commissioni parlamentari per indagare sugli abusi compiuti nelle case dei pazzi private come il "Bethlem"; in questo caso i suoi dipendenti vennero alla fine licenziati e l'attenzione nazionale si concentrò sull'utilizzo ordinario della bastonatura, di catene e manette, oltre che sulle pessime condizioni igieniche in cui versavano i detenuti, costretti a sopravvivere in uno stato di perenne sovraffollamento in celle strette e mal illuminate. Tuttavia fino al 1828 non vi fu alcun Comitato ufficiale con l'incarico di poter autorizzare e controllare gli asili privati.
Il Lunacy Act 1845 fu un punto di riferimento importante nel trattamento dei malati mentali in quanto modificò esplicitamente lo status dei malati mentali in "paziente che ha richiesto il trattamento". La legge istituì inoltre le "Commissioners in Lunacy", inizialmente dirette da Anthony Ashley-Cooper, VII conte di Shaftesbury, per concentrarsi sul rispetto della riforma legislativa.
Le commissioni, composte da 11 commissari metropolitani, furono tenute a far rispettare le disposizioni di legge, compresa la costruzione obbligatoria di un asilo in ogni contea e con ispezioni regolari a nome dei Segretari di Stato per gli affari interni del Regno Unito. Tutti gli asili furono tenuti a dotarsi di regole scritte e ad avere un medico qualificato residente; un organismo nazionale per i sovrintendenti, la "Medico-Psychological Association" (oggi incorporata nel Royal College of Psychiatrists) venne istituita nel 1866 sotto la presidenza di William A. F. Browne, anche se l'associazione apparve in una sua forma anteriore già nel 1841.
Nel 1838 la Monarchia di luglio adottò una legislazione che regolamentava sia le ammissioni negli asili che i loro servizi in tutto il paese. Édouard Séguin sviluppò un approccio sistematico per la formazione di individui con carenze mentali e, nel 1839, aprì la prima scuola rivolta ai ritardati gravi; il suo metodo di trattamento si basò sull'ipotesi che i "deficienti" non soffrissero in realtà di alcuna "malattia".

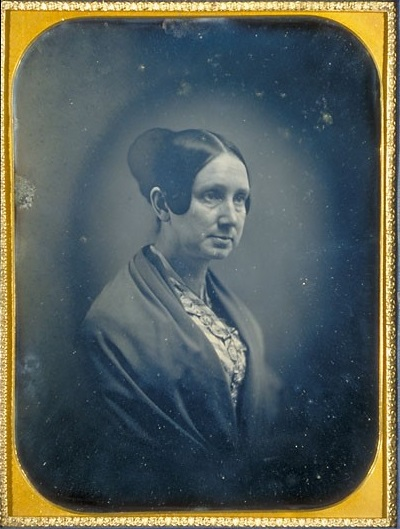
Dagherrotipo di Dorothea Dix, esponente della filantropia statunitense la quale contribuì a far aprire molti asili per lunatici.

Negli Stati Uniti d'America la creazione di asili statali iniziò con la prima legge newyorkese, promulgata nel 1842. L'"Utica Psychiatric Center" venne aperto nel 1850 circa; questo ospedale, come anche molti altri, furono in gran parte opera di Dorothea Dix, i cui sforzi filantropici si estendessero in molti Stati e in Europa fino ad arrivare a toccare Costantinopoli. La maggior parte dei centri ospedalieri statali statunitensi furono costruiti tra il 1850 e il 1860 seguendo il piano dell'"edificio Kirkbride", uno stile architettonico destinato ad avere un effetto curativo.
Guardando alla storia dell'"Homewood Retreat" di Guelph nel corso del XIX e del XX secolo e del contesto degli impegni assimilati in tutto il Nordamerica anglosassone Cheryl Krasnick Warsh afferma che "i parenti dei pazienti degli asili stavano dietro a gran parte dell'impulso per la creazione e sviluppo di tali istituzioni, ma le loro motivazioni si basavano non tanto sull'avidità speculativa, quanto sulle dinamiche interne della famiglia e sulla struttura economica della società occidentale nel XIX e nei primi del novecento".

### Donne nelle istituzioni psichiatriche
Sulla base dello studio effettuato sui casi dell'"Homewood Retreat" Cheryl Krasnick Warsh conclude che "le realtà della famiglia nella società di ceto medio dell'età vittoriana prima e dell'età edoardiana poi hanno reso alcuni elementi - in particolare le donne socialmente 'esuberanti' - più suscettibili all'istituzionalizzazione rispetto agli altri".
Dal XVIII e fino al XX secolo inoltrato le donne vennero spesso istituzionalizzate a causa delle loro opinioni, della loro sfacciataggine e della loro incapacità di essere controllate correttamente da una cultura prevalentemente dominata da maschi.
Gli uomini che furono legalmente responsabili di queste donne (marito, padre o fratello) poterono farle rinchiudere in manicomio affermando di credere che fossero delle malate mentali a causa delle loro opinioni divergenti da quelle allora socialmente accettate. Tra il 1850 e il 1900 molte donne furono incarcerate negli ospedali dei pazzi per essersi comportate in modi che si trovavano in disaccordo con la società maschile.
Questi uomini ebbero sempre l'ultima parola quando si trattava della "salute mentale" delle donne; se credevano che queste donne fossero "anormali", o se semplicemente avessero voluto silenziare le loro voci e opinioni di queste, potevano facilmente inviarle alle istituzioni mentali. Questo si rivelò un metodo assai semplice per renderle sempre più vulnerabili e sottomesse.

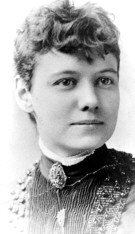
Nellie Bly fece giornalismo investigativo sugli abusi commessi nel manicomio femminile newyorkese.

Nel 1887 la giornalista Nellie Bly condusse un'inchiesta sull'"Asilo delle donne lunatiche" (oggi "The Octagon") a New York. La sua narrazione venne pubblicata sul quotidiano New York World e successivamente in forma di libro col titolo Ten Days in a Mad-House.

### Nuove pratiche
Nel continente europeo le università rappresentarono spesso una parte importante nella gestione dei manicomi. Nelle terre tedesche molti praticanti psichiatri vennero istruiti in università associate a particolari asili; tuttavia, in quanto il paese rimase un conglomerato di singoli Stati fino ad oltre la metà del XIX secolo, mancò sempre un quadro normativo nazionale che li regolasse.
Anche se Tuke, Pinel ed altri cercarono di allontanarsi dalle interpretazioni fisiche limitanti, queste rimasero assai diffuse per tutto il XIX secolo, Al "Lincoln Asylum" a Lincoln Robert Gardiner Hill, con il supporto di Edward Parker Charlesworth, promosse un metodo di trattamento che si adattasse a tutti i tipi di pazienti, in modo da poter eliminare le restrizioni meccaniche e le coercizioni, una situazione finalmente raggiunta nel 1838.
L'anno seguente John Adams e John Conolly rimasero impressionati dal lavoro di Hill ed introdussero il suo metodo anche nel loro "Hanwell Asylum", allora il più grande del paese. Il sistema di Hill fu adattato alle esigenze particolari in quanto Conolly non fu in grado di supervisionare con attenzione ogni custode così come aveva fatto Hill; entro il settembre del 1839 non fu richiesto nessun meccanismo di detenzione per alcun paziente.

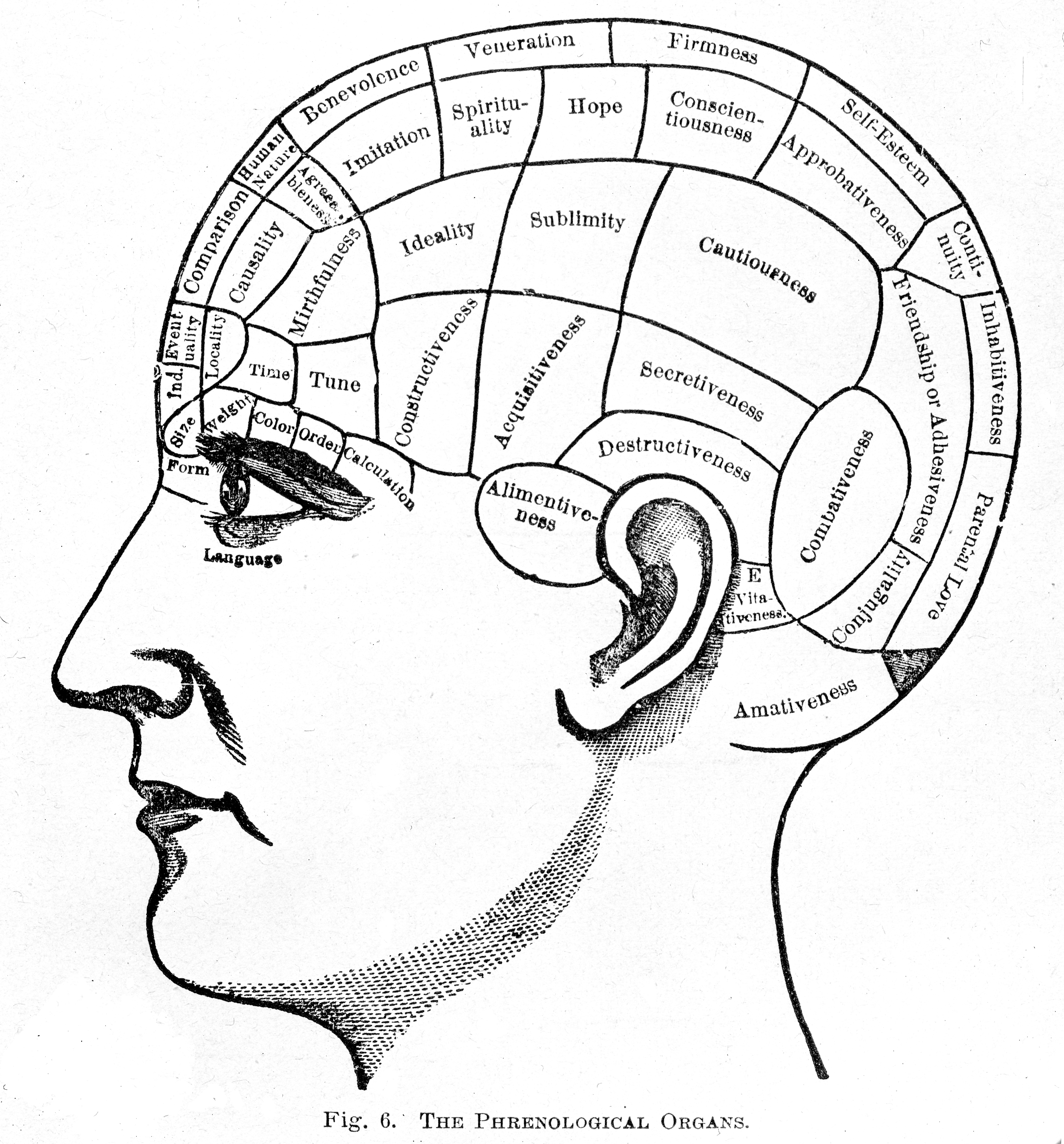
William A. F. Browne è stato un riformatore influente dei manicomi per lunatici a metà del XIX secolo e un sostenitore della nuova "scienza" chiamata frenologia.

William A. F. Browne nel suo "Montrose Asylum" (oggi "Sunnyside Royal Hospital" a Montrose (Angus) introdusse varie attività tra cui la scrittura, l'espressione artistica, le attività di gruppo e il teatro, dando così il via alle prime forme di terapia occupazionale e arteterapia, nonché una delle prime collezioni di opere artistiche prodotte dai pazienti.

### Rapida espansione
Entro la fine del XIX secolo nella maggior parte dei paesi che avevano vissuto l'industrializzazione erano stati istituiti sistemi nazionali di asili regolamentati per i malati mentali. All'inizio del secolo Gran Bretagna e Francia avevano assieme solo poche centinaia di persone rinchiuse, ma alla fine del XIX secolo questo numero era salito a centinaia di migliaia. Solo gli Stati Uniti d'America ospitavano 150.000 pazienti nei manicomi entro il 1904. L'impero tedesco ebbe più di 400 di queste istituzioni tra settore pubblico e privato. Gli asili per lunatici furono cruciali per l'evoluzione della psichiatria in quanto fornivano luoghi di pratica in tutto il mondo.
Tuttavia la speranza che la malattia mentale avrebbe potuto essere in un qualche modo curata attraverso i vari trattamenti utilizzati durante la metà del XIX secolo venne presto delusa. Gli psichiatri vennero invece pressati da una popolazione di pazienti in costante crescita. Il numero medio di pazienti internati negli Stati Uniti aumentò del 927% e numeri del tutto simili si ebbero in Gran Bretagna e Germania; il sovraffollamento divenne dilagante in Francia ove i ricoverati raggiunsero il doppio della capacità massima consentita dalle strutture.
Questa crescita vertiginosa potrebbe essere dovuto al trasferimento di pazienti fino allora rimasti in famiglia o negli ospizi per poveri, ma i motivi specifici per cui si verificò una tale situazione rimangono ancora oggi fonte di accese discussioni. Al di là della causa esatta la pressione sui manicomi dovuta all'aumento d'internati fece sentire il suo peso indirizzando la psichiatria in direzione di una specializzazione medica. Le "case per i matti" vennero ancora una volta trasformate in istituti di custodia e la reputazione psichiatrica all'interno del mondo medico toccò il suo livello più basso.
Nel corso del XIX secolo le strutture riservate al ceto medio divennero più comuni, venendo a sostituire la cura privata per le persone più ricche. Tuttavia le strutture in questo periodo furono in gran parte sovraffollate; gli individui vi potevano venire indirizzati sia dalla comunità di appartenenza sia dal sistema giudiziario penale. Solitamente i casi pericolosi o violenti ottennero la precedenza. Un sondaggio condotto nel 1891 a Città del Capo mostra la distribuzione tra i diversi servizi; su 2042 persone intervistate 1281 si trovavano in una dimora privata, 120 in prigione e 645 in manicomio, con gli uomini che rappresentarono quasi i 2/3 del numero totale.
Essere definito come "insano" divenne un requisito indispensabile per poter essere ammessi in un impianto. Un medico generalmente veniva chiamato solo dopo che qualcuno era già stato etichettato come folle in termini sociali, cioè quando diveniva socialmente o economicamente problematico. Ancora negli anni 1890 esistette una minima distinzione tra il lunatico e il criminale; il termine venne spesso utilizzato dalla polizia per indicare i vagabondi e i poveri estremi oltreché i folli conclamati.
Nel corso del 1850-59 voci di lamentela sul fatto che i dottori stessero dichiarando persone normali come insane in tutta la Gran Bretagna vennero diffuse dalla stampa producendo una vera e propria ansia collettiva. Il timore fu che tutte le persone considerate fonti d'imbarazzo per le famiglie venissero convenientemente fatte rinchiudere in manicomio e questo con la voluta connivenza della professione psichiatrica. Questo sensazionalismo comparve anche in diversi romanzi dell'epoca, come ad esempio La donna in bianco.

## XX secolo

### Terapie fisiche
Una serie di terapie fisiche radicali vennero sviluppate nella maggioranza dei paesi europei tra gli anni 1910 e 1930. Tra queste possiamo notare la "terapia malarica" inventata dall'austriaco Julius Wagner-Jauregg per la "paralisi generale" o "neurosifilide"; usata per la prima volta nel 1917 la pratica gli permise di vincere il premio Nobel per la medicina dieci anni dopo.
Questo trattamento annunciò l'inizio di un'epoca di sperimentazione selvaggia all'interno della medicina psichiatrica la quale crebbe sempre di più basandosi su una cultura cosiddetta terapeutica nel trattamento del disturbo mentale considerato cronico, in particolare la "demenza precoce" (sempre più conosciuta come schizofrenia a partire dagli anni 1910, sebbene i due termini venissero utilizzati più o meno in modo intercambiabile almeno fino alla fine degli anni trenta), tipicamente considerato come disturbo degenerativo ereditario e quindi al di fuori di qualsiasi possibile intervento terapeutico.
La "terapia malarica" venne seguita nel 1920 dalla "terapia del sonno profondo" indotto con i barbiturici, prevalentemente utilizzata nei casi di demenza e introdotta dallo svizzero Jakob Klaesi. Nel 1933 Manfred Sakel si inventò lo "shock da insulina" e nell'agosto del 1934 Ladislas Meduna, un neuropatologo ungherese che lavorava a Budapest fece esperimenti con lo shock causato dal Pentetrazolo; questa fu la prima terapia convulsiva usata su un disturbo psichiatrico. Ancora una volta entrambe queste terapie furono inizialmente mirate nei confronti della "demenza precoce".
La terapia con shock, fondata sulla nozione teorica che esistesse un antagonismo biologico tra schizofrenia ed epilessia e pertanto introducendo forme epilettoidi in pazienti schizofrenici ciò avrebbe potuto procurare un sollievo, venne però presto sostituita dalla terapia elettroconvulsivante (ECT) inventata dal neurologo italiano Ugo Cerletti nel 1938.

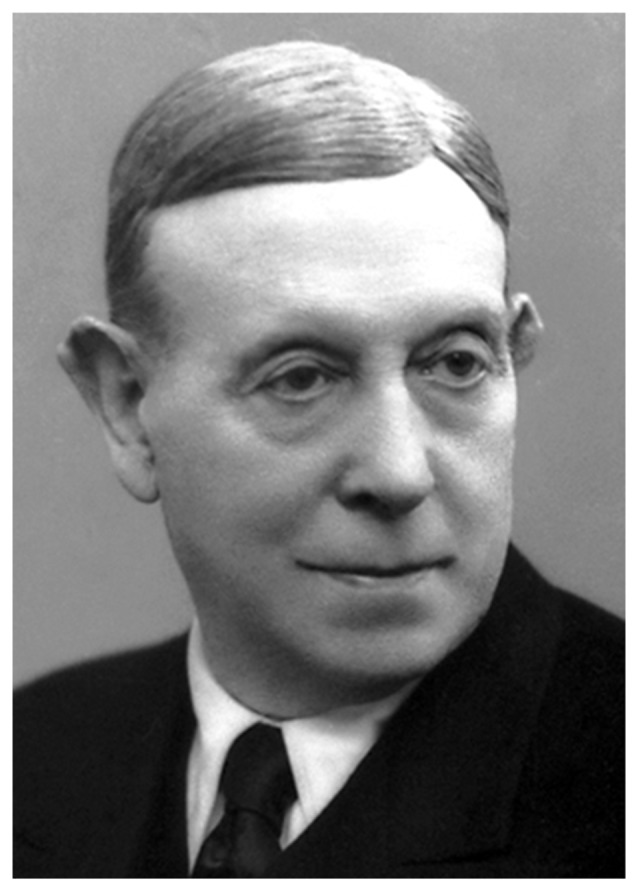
Antonio Egas Moniz è stato un pioniere nel campo della psicochirurgia con la lobotomia dei lobi frontali di un paziente nel 1935.

L'utilizzo della psicochirurgia rimase ridotta ad un numero molto piccolo di persone per sintomi specifici. Il portoghese Antonio Egas Moniz eseguì la prima lobotomia nel 1935, che mirava ai lobi frontali del cervello. La pratica fu immediatamente adattata dagli statunitensi Walter Jackson Freeman II e James W. Watts in quella che è conosciuta come "procedura Freeman-Watts" o lobotomia prefrontale standard. A partire dal 1946 Freeman sviluppò la lobotomia transorbitale usando un dispositivo simile a un punteruolo da ghiaccio; Freeman viene accreditato per aver reso popolare la tecnica in tutti gli Stati Uniti d'America. Nel 1949 vennero effettuate 5.074 lobotomie e nel 1951 18.608 persone erano state sottoposte alla controversa procedura.
Una delle persone più famose per aver subito una lobotomia è stata la sorella di John Fitzgerald Kennedy, Rosemary Kennedy la quale a seguito dell'operazione diventò disabile intellettualmente, ridotta ad uno stato vegetativo.
Ai giorni nostri la terapia con shock insulinico e la lobotomia vengono considerate esempi di barbarie, al pari dei trattamenti eseguiti negli "ospizi per pazzi" durante il XVII-XVIII secolo, anche se la prima è ancora considerata l'unica opzione che abbia prodotto effetti notevoli sui pazienti. L'ECT viene ancora utilizzata in occidente, anche se considerata come l'ultima risorsa per il trattamento dei disturbi dell'umore ed è somministrata in modo più sicuro rispetto al passato.
Altrove, in particolare in India, l'uso dell'ECT sta aumentando come alternativa conveniente al trattamento farmacologico. L'effetto shock su un paziente eccessivamente eccitato ha spesso permesso il suo ritorno a casa, soluzione quest'ultima vista dai responsabili come preferenziale all'istituzionalizzazione. Centinaia di lobotomie sono state eseguite dagli anni trenta fino agli anni cinquanta, ma sono state recentemente sostituite con i moderni farmaci psicotropi.

### Movimento eugenetico
Il movimento dell'eugenetica del primo novecento condusse un certo numero di paesi ad adottare legislazioni per la sterilizzazione obbligatoria dei "deboli di mente", il che causò la sterilizzazione di numerosi detenuti psichiatrici. Fino al 1950 le leggi giapponesi permisero la sterilizzazione forzosa di pazienti con malattie psichiatriche.
Nella Germania nazista il programma di eutanasia denominato Aktion T4 portò all'assassinio sistematico di migliaia di malati mentali internati nelle istituzioni statali. Nel 1939 i nazisti iniziarono segretamente a sterminare i malati mentali nella loro campagna di eugenetica nazista; almeno 6.000 neonati, bambini e adolescenti disabili vennero uccisi dall'inedia o da iniezione letale.

### Internamento psichiatrico come dispositivo politico
Gli psichiatri di tutto il mondo sono stati coinvolti nella soppressione dei diritti individuali in quegli Stati in cui le definizioni di "malattia mentale" erano state ampliate per includervi anche ogni forma di disobbedienza politica. In molti paesi ancora ai giorni nostri i prigionieri politici vengono talvolta confinati in istituzioni psichiatriche e sottoposti ad abusi; la psichiatria possiede una capacità di abuso più ampio rispetto a tutte le altre aree della medicina. La diagnosi di disturbo mentale può servire come procura per la designazione dei dissidenti sociali, consentendo in tal modo allo Stato di tenere rinchiuse le persone contro la loro volontà ed ostinarsi su terapie che lavorino a favore della conformità ideologica e degli interessi più ampi della società.
In uno Stato monolitico la psichiatria può essere usata per ignorare le procedure giuridiche standard atte a stabilire la colpevolezza o l'innocenza e consentire in tal modo l'incarcerazione politica senza alcun bisogno di prove processuali. Nella Germania nazista degli anni quaranta il "dovere di cura" venne violato ad un livello enorme: 300.000 individui subirono la sterilizzazione e 100.000 uccisi, soprattutto nell'Europa orientale.
Dai primi anni sessanta e fino al 1986 l'abuso politico della psichiatria è stato segnalato come esser stato sistematico nell'Unione delle Repubbliche Socialiste Sovietiche e si espanse occasionalmente anche in altri paesi dell'Est europeo come la Repubblica Socialista di Romania, la Repubblica Popolare d'Ungheria, la Repubblica Socialista Cecoslovacca e la Repubblica Socialista Federale di Jugoslavia.
Un "genocidio della salute mentale" che ricorda le aberrazioni naziste si trova nella storia del Sudafrica durante l'oppressione dell'era dell'Apartheid. Un'ulteriore ed approfondita appropriazione della disciplina viene poi attribuita anche alla Repubblica Popolare Cinese.

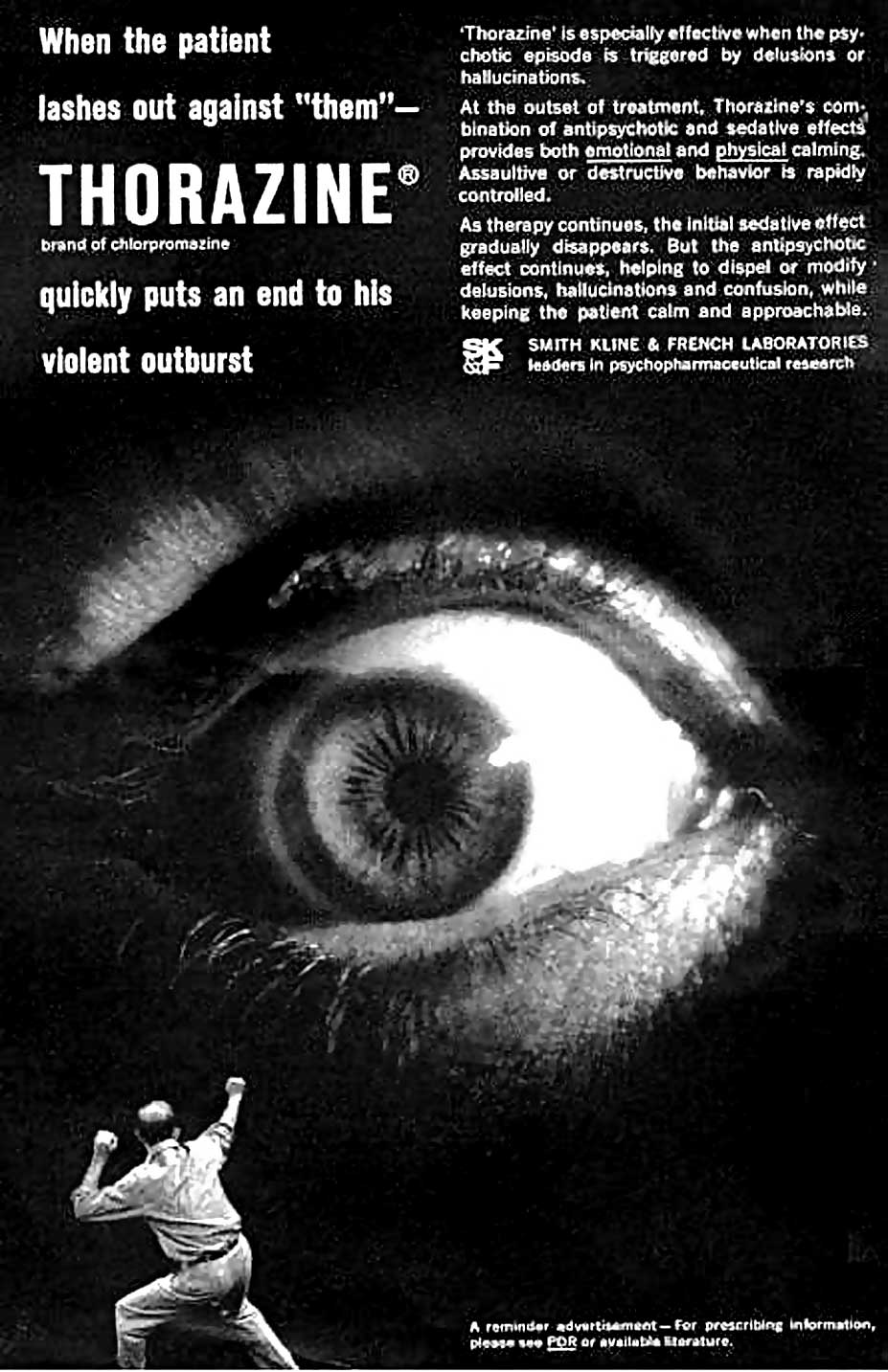
Campagna pubblicitaria di Thorazine (la clorpromazina) degli inizi degli anni sessanta.

### Psicofarmaci
La seconda metà del XX secolo ha veduto lo sviluppo dei primi psicofarmaci efficaci.
Il primo medicinale antipsicotico (neurolettico), la clorpromazina, venne sintetizzato in Francia nel 1950. Pierre Deniker, uno psichiatra del "Saint-Anne Psychiatric Centre" di Parigi, è accreditato per aver riconosciuto la specificità dell'azione del farmaco per il trattamento della psicosi nel 1952. Deniker viaggiò con un collega negli Stati Uniti d'America e in Canada per promuovere il farmaco nel corso di una serie di conferenze mediche tenutesi nel 1954. La prima pubblicazione relativa al suo utilizzo in America del Nord è stata prodotta nello stesso anno dallo psichiatra di Montréal Heinz Lehmann,.
Sempre nel 1954 un altro antipsicotico, la reserpina, fu per la prima volta utilizzata dallo psichiatra di New York Nathan S. Kline. In un incontro parigino sui neurolettici nel 1955 vennero presentati una serie di studi tra cui quelli di Hans Hoff (Vienna), Ihsan Aksel (Istanbul), Felix Labarth (Basilea), Linford Rees (Londra), Sarro (Barcellona), Manfred Bleuler (Zurigo), Wilhelm Mayer-Gross (Birmingham), Winford (Washington) e Denber (New York) i quali attestarono concordi nell'azione efficace dei nuovi farmaci nel trattamento antipsicotico.
Questi nuovi tipi di farmaci ebbero un impatto immenso sulla vita sia degli psichiatri che, soprattutto, dei pazienti. Henri Ey, uno psichiatra di Bonneval (Eure-et-Loir), riferì che tra il 1921 e il 1937 solo il 6% dei pazienti affetti da schizofrenia e delirio cronico vennero dimessi dalla sua istituzione. La somma comparabile per il periodo 1955-67, dopo l'introduzione degli psicofarmaci, fu del 67%. Tra il 1955 e il 1968 la popolazione psichiatrica residente negli Stati Uniti scese del 30%.
Gli antidepressivi appena sviluppati furono utilizzatti per trattare i casi di disturbo depressivo, mentre l'introduzione dei miorilassanti ha permesso l'utilizzazione in una forma modificata della terapia elettroconvulsivante per il trattamento delle depressioni più gravi e di alcuni altri disturbi.
La Fluoxetina è stata sviluppata nel 1973 da Bryan Molly, David Wong e Roy Fuller della società "Eli Lilly" ed è a tutt'oggi venduta sotto il marchio "Prozac". Oltre agli effetti di alleviamento della depressione e di altre condizioni classificate come "disturbi psichiatrici", sono stati riportati casi in cui essa esercitava anche un notevole sollievo dei sintomi. Queste relazioni hanno trasformato l'immagine della Fluoxetina da un nuovo tipo di antidepressivo in un farmaco progettato per dare effetti spettacolari, tra cui il miglioramento generale dell'umore con i pazienti che riferiscono di sentirsi "molto meglio di prima".
La scoperta dell'effetto di stabilizzante dell'umore da parte del carbonato di litio, per opera di John Cade nel 1948, avrebbe invece rivoluzionato il trattamento del disturbo bipolare anche se il suo utilizzo rimase bandito negli Stati Uniti fino agli anni settanta.

#### Stati Uniti: riforma degli anni quaranta
Dal 1942 al 1947 gli obiettori di coscienza statunitensi che vennero assegnati come servizio civile (Civilian Public Service, CPS) agli ospedali psichiatrici rivelarono all'opinione pubblica gli abusi continuativi presenti in tutto il sistema di assistenza psichiatrica; ciò fu strumentale nel campo delle riforme effettuate nel corso degli anni quaranta e cinquanta.
I riformatori del CPS sono stati particolarmente attivi presso il "Philadelphia State Hospital at Byberry" della Pennsylvania, dove quattro membri del Quaccherismo hanno creato la rivista The Attendant come un modo per comunicare le loro idee e promuovere la riforma. Questo periodico divenne poi The Psychiatric Aide, una rivista professionale per gli operatori nel campo della salute mentale. Il 6 maggio del 1946 Life fece pubblicare un'esposizione dell'intero sistema psichiatrico da Albert Q. Maisel basandosi sui rapporti e relazioni ricevuti.
Un altro impegno del CPS fu l'istituzione del "Mental Hygiene Project", diventato poi l'organizzazione di beneficenza "Mental Health Foundation". Inizialmente scettica sul valore del CPS Eleanor Roosevelt rimase in seguito favorevolmente impressionata dai cambiamenti introdotti nel sistema della salute mentale, diventando sponsor dell'organizzazione "National Mental Health Foundation" ed ispirando attivamente altre importanti personalità pubbliche come il giudice Owen Roberts, la scrittrice Pearl S. Buck e il reverendo Harry Emerson Fosdick ad unirsi a lei nella promozione degli obiettivi di riforma e trattamento umano dei pazienti.

### Deistituzionalizzazione
All'inizio del XX secolo i sempre più numerosi ricoveri portarono ad un grave sovraffollamento. I finanziamenti vennero spesso tagliati, soprattutto durante i periodi di più ampia crisi economica ed in particolare durante la seconda guerra mondiale molti pazienti patirono la fame. I manicomi divennero pertanto celebri per le condizioni di vita estremamente scadenti, la mancanza di igiene, il sovraffollamento, i maltrattamenti e gli abusi sui pazienti.
Le prime alternative basate sulla comunità vennero suggerite e attuate in modo provvisorio nel corso degli anni venti e trenta, anche se il numero dei ricoveri continuò ad aumentare fino agli anni cinquanta inoltrati. Il movimento per la deistituzionalizzazione cominciò a svilupparsi in diversi paesi occidentali tra la metà degli anni cinquanta e gli anni sessanta.
Gli argomenti pubblici prevalenti, il momento dell'avvio dei movimenti rifacentesi all'antipsichiatria e il ritmo delle riforme furono variabili a seconda del paese. Le cause giudiziarie di azione collettiva negli Stati Uniti e il controllo delle istituzioni attraverso l'attivismo del "movimento per i diritti delle persone affette da disabilità" e le associazioni antipsichiatriche contribuirono ad esporre agli occhi di tutti le condizioni ed il trattamento scadente. Si sostenne da parte di specializzati in sociologia che tali istituzioni mantenevano o addirittura creavano dipendenza, passività, esclusione e disabilità provocando in tal modo la "sindrome da istituzionalizzazione" delle persone.
Si utilizzò anche l'argomento che voleva i servizi comunitari essere maggiormente economici. Venne suggerito che i nuovi farmaci a disposizione rendessero più fattibile il mantenimento delle persone in comunità.
Tuttavia nei gruppi di professionisti della salute mentale, dei funzionari pubblici, delle famiglie, dei cittadini e dei sindacati si svilupparono opinioni diversificate nei riguardi della comunità deistituzionalizzata.

## Ai giorni nostri

### Asia
In Giappone il numero dei letti ospedalieri nei reparti psichiatrici è aumentato costantemente negli ultimi decenni.
A Hong Kong vengono forniti diversi servizi per la cura residenziale come case-famiglia, case di cura a lungo termine e ostelli a sostegno dei pazienti dimessi. Sono stati inoltre lanciati vari servizi di supporto comunitario come i servizi di riabilitazione (i "Community Rehabilitation Day Services", i "Community Mental Health Link", i "Community Mental Health Care"), il tutto per facilitare la reintegrazione dei pazienti nella società civile.

### Nuova Zelanda
La Nuova Zelanda ha istituito un'iniziativa di riconciliazione nel 2005, nel contesto dei continui versamenti di indennizzo ad ex pazienti di istituzioni psichiatriche statali tra gli anni settanta e gli anni novanta. La commissione d'indagine ha parlato di motivi irrilevanti per i ricoveri, di condizioni di vita anti-igieniche e sovraffollate, di una mancanza di comunicazione con i familiari, di violenza fisica, cattiva condotta e finanche di abusi sessuali; ed anche di inadeguatezza dei meccanismi di reclamo, di pressioni e difficoltà per il personale all'interno di una gerarchia psichiatrica autoritaria fondata sul contenimento, sulla paura e sull'umiliazione nell'uso improprio dell'isolamento; di uso eccessivo e abuso di terapia elettroconvulsivante, di medicinali psichiatrici ed altri trattamenti e punizioni, compresa la terapia di gruppo con continui effetti avversi; di mancanza di sostegno e facilitazione delle dimissioni; dell'interruzione improvvisa della vita personale e di perdita di potenziale umano; fino a giungere alla stigmatizzazione, al pregiudizio, al disagio emotivo e al trauma psicologico.
Vi furono però anche alcuni riferimenti su esempi e aspetti più positivi, sull'utilizzazione della gentilezza nonostante il sistema fortemente repressivo. Ai partecipanti sono state offerte consulenze per aiutarli ad affrontare le proprie esperienze e consigli sui loro diritti, incluso l'accesso ai registi e ai risarcimenti legali.

### Africa
L'Uganda possiede un ospedale psichiatrico.
Il Sudafrica conta attualmente 27 istituzioni psichiatriche registrate; questi ospedali sono diffusi in tutto il territorio. Alcuni tra i più importanti sono l'"Weskoppies Psychiatric Hospital" e il "Denmar Psychiatric Hospital" a Pretoria, il "TARA" a Johannesburg  e il "Valkenberg Hospital" a Città del Capo.

### Europa
I paesi in cui si è attuata la deistituzionalizzazione possono sperimentare il rischio di un processo di re-istituzionalizzazione o di trasferimento a istituzioni diverse, come dimostra l'aumento del numero di strutture abitative sostenute, gli alloggi di psichiatria forense ed il numero crescente della popolazione carceraria.
Alcuni paesi, soprattutto dell'Europa orientale, continuano a fare affidamento sugli ospedali psichiatrici.

### Stati Uniti
Gli Stati Uniti hanno sperimentato due ondate di deistituzionalizzazione, la prima iniziò negli anni cinquanta e mirò alle persone affette da un qualche disturbo mentale; mentre la seconda avvenne all'incirca un quindicennio dopo e si concentrò su quegli individui che erano stati diagnosticati per avere una disabilità dello sviluppo o "ritardo mentale".
Un processo di spostamento indiretto (Cost-shifting) può aver condotto ad una forma di reistituzionalizzazione attraverso l'aumento dell'uso della detenzione carceraria per coloro che hanno disturbi mentali ritenuti inosservabili e non-conformi. Nell'estate del 2009 l'autrice Heather Mac Donald ha dichiarato alla rivista newyorkese City Journal: «le prigioni sono diventate le istituzioni mentali primarie della società, anche se pochi hanno il finanziamento o la competenza per svolgere tale ruolo correttamente... a Rikers Island, il 28% dei detenuti necessita di servizi sanitari, un numero che sale ogni anno».

### Sudamerica
In diversi paesi dell'America del Sud il numero totale di letti nelle istituzioni analoghe ai manicomi è diminuito, sostituito da unità psichiatriche negli ospedali generali e in altre strutture locali.